# 喜代姫
喜代姫（きよひめ、文政元年7月8日（1818年8月9日） - 明治元年12月24日（1869年2月5日））は、江戸時代後期の5代姫路藩主・酒井忠学の正室。11代将軍徳川家斉の二十五女。12代将軍徳川家慶の異母妹。母は側室の八重の方（皆春院）。諱は都子（みやこ）。院号は晴光院。

## 生涯
文政4年（1823年）4月、御台所茂姫御養となる。文政5年（1822年）6月21日に姫路藩主酒井忠実の養嗣子・与四郎（忠学）と婚約がなり、天保3年（1832年）12月1日、姫路藩上屋敷に建てられた御住居に引移（輿入り）した。喜代姫の御住居に建てられた中仕切門は、酒井家の格式を越えているということで輿入れの数日前に取り壊された。
忠学との間には天保5年（1834年）3月2日に女子・喜曽姫が誕生し、長じて分家から酒井家を継いだ6代藩主酒井忠宝の正室となる。また天保6年9月13日に男子・徳太郎が生まれたが、こちらは翌7年11月に夭折した。
天保15年（1844年）10月、夫・忠学が死去。その後姫路に移り、同地で死去した。墓所は姫路市の景福寺。
現在、姫路を代表する地元の名菓「玉椿」は、忠学と喜代姫の婚礼に合わせて考案された。また、喜代姫輿入れの際に酒井家上屋敷中庭（現在の皇居前、パレスホテルがある付近）に建てられた門が、明治時代初期に西教寺に移築され、表門として伝わっている。